# 主人としもべのたとえ

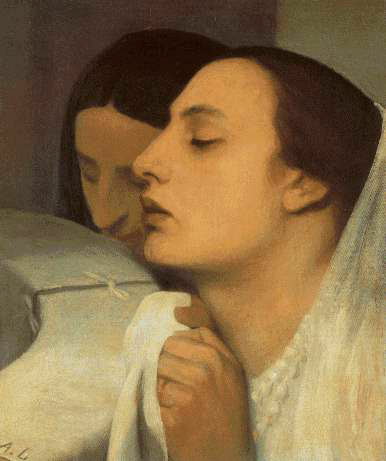
トマス・アクィナスによる聖体拝領後の感謝の祈りには、この寓話の最後の節に似たフレーズが含まれています。
「聖なる主、全能の父、永遠の神よ、私の功績ではなく、あなたの慈悲の寛大さによって、罪人であり、あなたの価値のない僕である私を満足させてくださったことに感謝します。」
(絵はアルフォンス・ルグロによる)

主人としもべのたとえ（しゅじんとしもべのたとえ）、または、畑から戻ったしもべのたとえ（はたけからもどったしもべのたとえ）、または、取るに足りないしもべ（とるにたりないしもべ）は、ルカの福音書17章に収められているイエス・キリストが語ったたとえ話の一つである。

## 聖書本文
ルカによる福音書から。
使徒たちが、「わたしどもの信仰を増してください」と言ったとき、主は言われた。「もしあなたがたにからし種一粒ほどの信仰があれば、この桑の木に、『抜け出して海に根を下ろせ』と言っても、言うことを聞くであろう。—ルカによる福音書（新共同訳）17:5, 6
使徒たちとの、この会話に続いてイエスは、畑から戻って主人に仕えなければならない使用人についての話を語っている。
17:7 あなたがたのうちのだれかに、耕作か牧畜かをする僕があるとする。その僕が畑から帰って来たとき、彼に『すぐきて、食卓につきなさい』と言うだろうか。

17:8 かえって、『夕食の用意をしてくれ。そしてわたしが飲み食いをするあいだ、帯をしめて給仕をしなさい。そのあとで、飲み食いをするがよい』と、言うではないか。
17:9 僕が命じられたことをしたからといって、主人は彼に感謝するだろうか。

17:10 同様にあなたがたも、命じられたことを皆してしまったとき、『わたしたちはふつつかな僕です。すべき事をしたに過ぎません』と言いなさい」。—ルカによる福音書（口語訳）17:7-10

## 解釈

### 正統派
ブルガリアのフェオフィラクトによると、「キリストはこのたとえ話で、傲慢になってはいけない、傲慢に陥ってはならないと教えている。なぜなら、奴隷には主人の命令を実行する必要な義務があるが、その命令の履行が完璧であることを押し付けられるべきではないからである。というのは、奴隷が従わないなら、彼は傷を負うに値するからである。そして、そうしたときは、傷を負わなかったという事実に満足させ、必ずしもその代償を要求すべきではない。彼にお金を払うこと、特に彼に何かを与えることは、主人の寛大さにかかっている。同様に、神のために働く人は、戒めを守っているからといって自分を誇るべきではない。その人は何も大したことをしていないからである。同様に、贈り物を受け取ったとしても、それを誇るべきではない。その贈り物は与えられたものだからである。それは神の恵みによるものであり、主が彼にとってそうであったからではありません。」。
後の翻訳者もこれに同意している。したがって、アヴェルキー大司教（タウシェフ）(ru)によれば、「この意味は、主がご自分の僕たちを賞賛しないし、彼らに休息を与えないということではなく、私たち自身が自分の善行を義務として、また自分自身を義務として見るべきだということです。言い換えれば、主人に借金を返す以上何ももたらさない無益な使用人たちにとって、人は神の前で功績を持つことはできないということである。」。

### レフ・トルストイ
レフ・トルストイは、エッセイ「四福音書のつながりと翻訳」の中で、このたとえ話（および他の多くのたとえ話）の意味を、「信仰は人々が私たちに約束することではなく、私たちの側の約束に基づいている」という立場から解釈している。「信仰は、神と私たちの関係についての意識である。」。